# Lepidozetes trifolius
Lepidozetes trifolius är en kvalsterart som först beskrevs av K. Fujikawa 1972.  Lepidozetes trifolius ingår i släktet Lepidozetes och familjen Tegoribatidae. Inga underarter finns listade i Catalogue of Life.